# Luigi Agretti
Luigi Agretti (La Spezia, 16 agosto 1877 – La Spezia, 17 novembre 1937) è stato un pittore e decoratore italiano.
È stato artista le cui realizzazioni si valgono di un repertorio formale di tarda matrice neoclassica. 
Nella sua carriera ha alternato produzioni da cavalletto, affreschi e decorazioni ornamentali.
Tutte le sue opere, sia ad olio che a fresco, rivelano un meticoloso studio di particolari, con estrema accuratezza nel disegno e molta originalità, trattando soggetti sia sacri che profani, storici e mitologici.

## Biografia

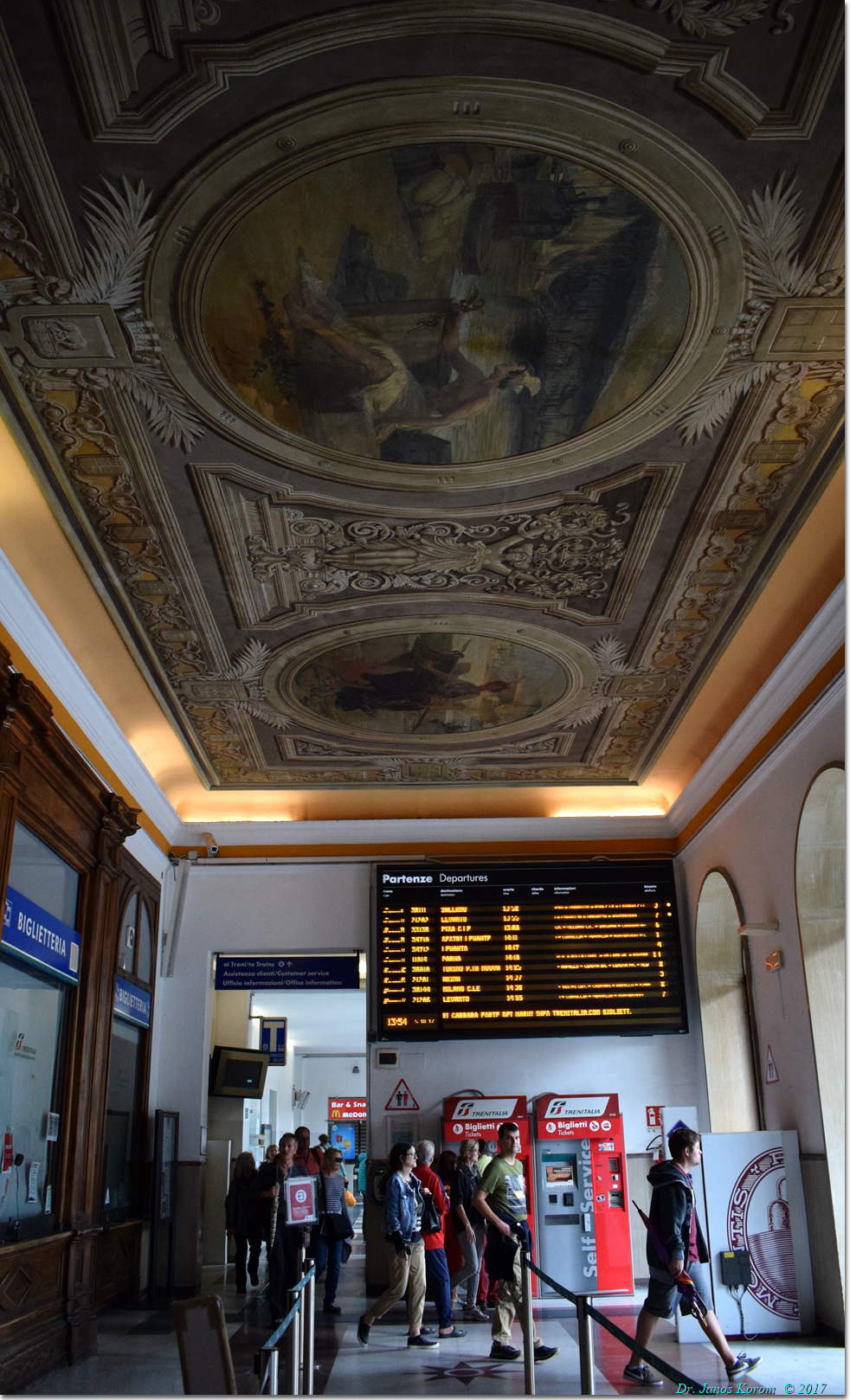
Affreschi nell'Atrio della Stazione Centrale
La Spezia

I primi insegnamenti gli vengono impartiti dal padre Cesare, valido pittore e decoratore stabilitosi alla Spezia dalla natia Perugia.
All'età di quindici anni, nel 1891, si reca a Monte Castello di Vibio, in provincia di Perugia, dove riceve già l'incarico del suo primo lavoro solitario: la decorazione del Teatro della Concordia (restaurato nel 1993 e tutt'oggi attivo), tuttora considerato il più piccolo teatro del mondo, con appena novantanove posti tra palchi e platea.
A Genova, nel 1895, vince una borsa di studio dedicata ai giovani artisti e può recarsi a Roma dove frequenta l'Accademia delle belle arti e contemporaneamente lavora per i suoi maestri Bruschi e Brugnoli, coadiuvandoli in molti lavori a Roma, Firenze (palazzo Cesaroni), Perugia, Cagliari e Palestrina (Duomo).
Grazie alle numerose opere di rilievo realizzate a Perugia, l'Accademia di belle arti perugina nel 1903 lo nomina "Accademico di merito" e gli offre la cattedra per l'insegnamento del nudo e per l'anatomia pittorica. 
Cattedra che tuttavia rifiuta per non lasciare la sua città e i suoi affetti.
Fatto ritorno in Liguria realizza gli affreschi nelle parrocchiali di Neirone, San Pellegrino di Sturla, Favale di Malvaro e nella chiesa di Santa Maria degli Angeli ad Arcola.
Esegue tre tondi ad affresco nell'atrio della biglietteria della stazione ferroviaria della sua città.

Esegue alcune tele quali Le nozze di Psiche, una Mater Amabilis (esposta a Firenze nel 1900), un'Allegoria della guerra, Tricolore (conservato nella Pinacoteca Comunale della Spezia), e alcuni paesaggi, conservati nella Pinacoteca di Imola.
Nel 1934 partecipa alla mostra Sindacato Interprovinciale Fascista Belle Arti di La Spezia, Prima Mostra Provinciale con le opere: Sulla Magra e Pesca agli Stagnoni.
Pochi anni dopo muore all'età di sessanta anni nella sua città che ha voluto ricordarlo dedicandogli una strada.

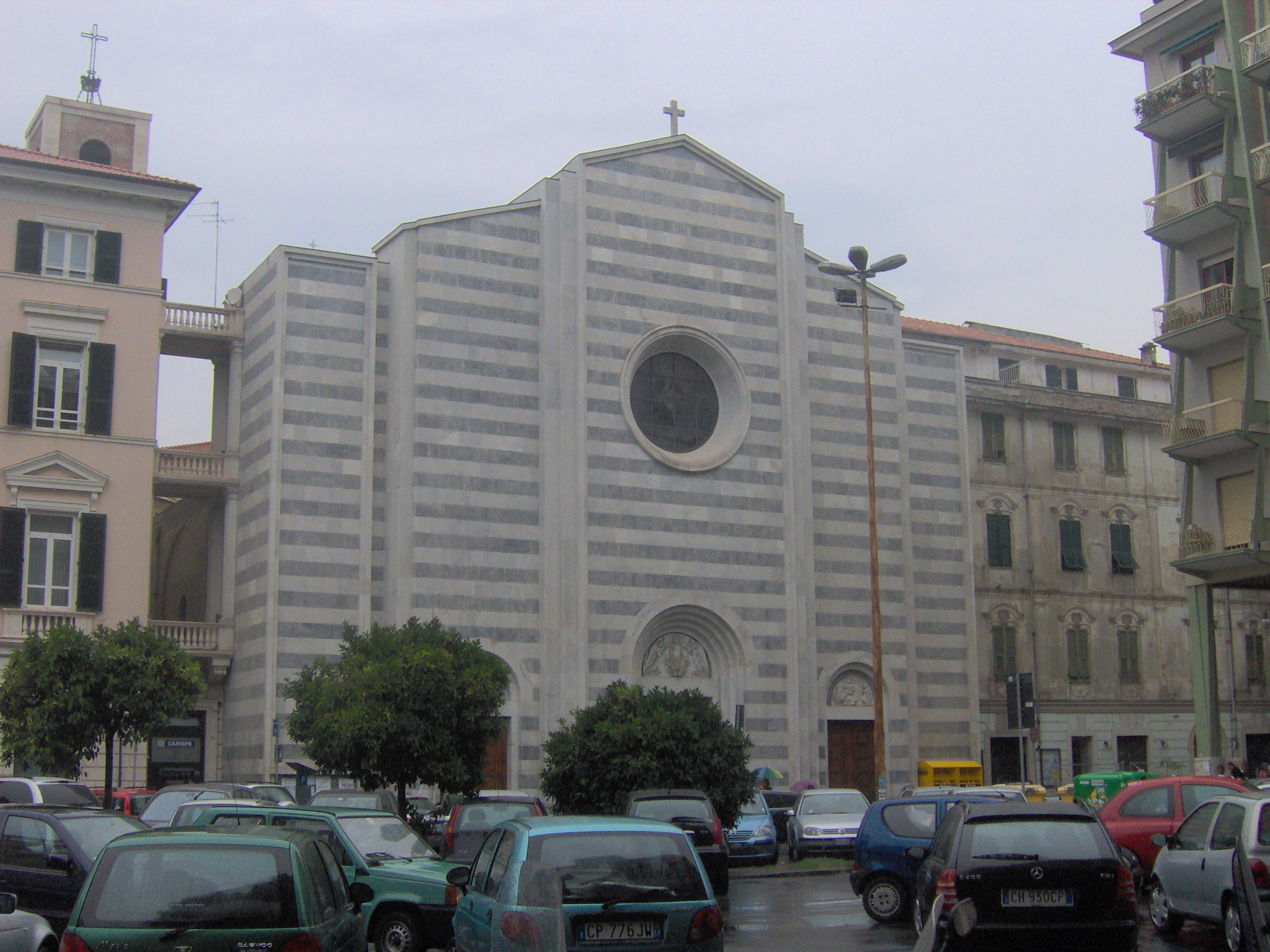
Chiesa di Santa Maria Assunta, La Spezia

### Affreschi
- Chiese: Neirone (GE), Favale di Malvaro (GE), San Pellegrino Genova Sturla; Duomo di Santa Maria Assunta La Spezia, Tremossi di Borzonasca (GE), Caregli, Chiesa di Santa Maria Maddalena Castelnuovo Magra (SP), Annunziata Ceparana di Bolano (SP), San Francesco Lerici (SP) (decorazioni della volta parrocchiale), Santa Illuminata Monte Castello di Vibio (PG).
- Santuari: Madonna degli Angeli di Arcola (SP), San Nicolò Arcola (SP).
- Atrio biglietteria della Stazione della Spezia Centrale.
- Palazzo Crozza
- Palazzo Malaspina-Zini di Mulazzo

### Tele
- Mater Amabilis (ritratto della madre)
- Le quattro stagioni
- Le nozze di Cana
- Caterina de' Medici giunge a La Spezia
- la Madonna in Egitto.

### Altro
- Nella Villa Marmori-Ceretti alla Spezia, Le nozze di Psiche nel soffitto del salone e vari pannelli decorativi.
- Il fregio della Sala dei Matrimoni (vecchio Palazzo Cenere– ex Municipio della Spezia).
- Il fregio di decorazioni dell'ex Teatro Cozzani della Spezia.
- Pannelli decorativi di un teatro a San Francisco, California.
- Decorazioni del Castello Fabbricotti di Bocca di Magra (SP).
- Progetto della Chiesa di San Francesco di Ravenna: il Trasporto della Salma di Dante, la Visione del Paradiso, il Trionfo della Religione.

## Galleria d'immagini

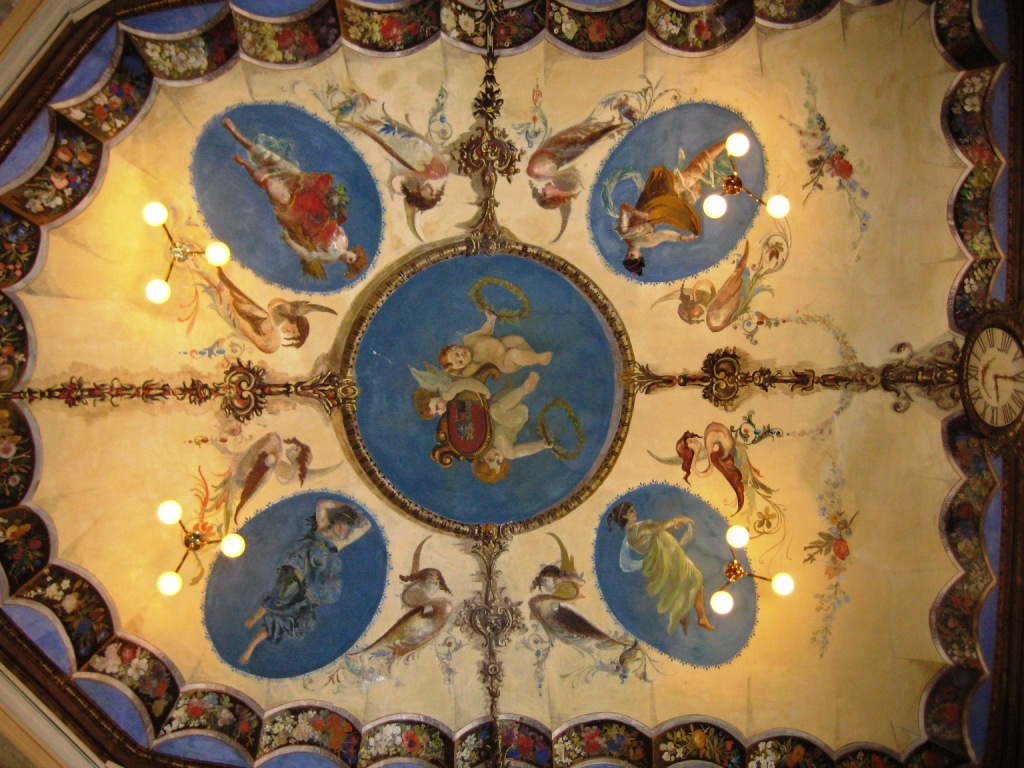
Affresco nel Teatro della Concordia, Monte Castello di Vibio (PG) 1892
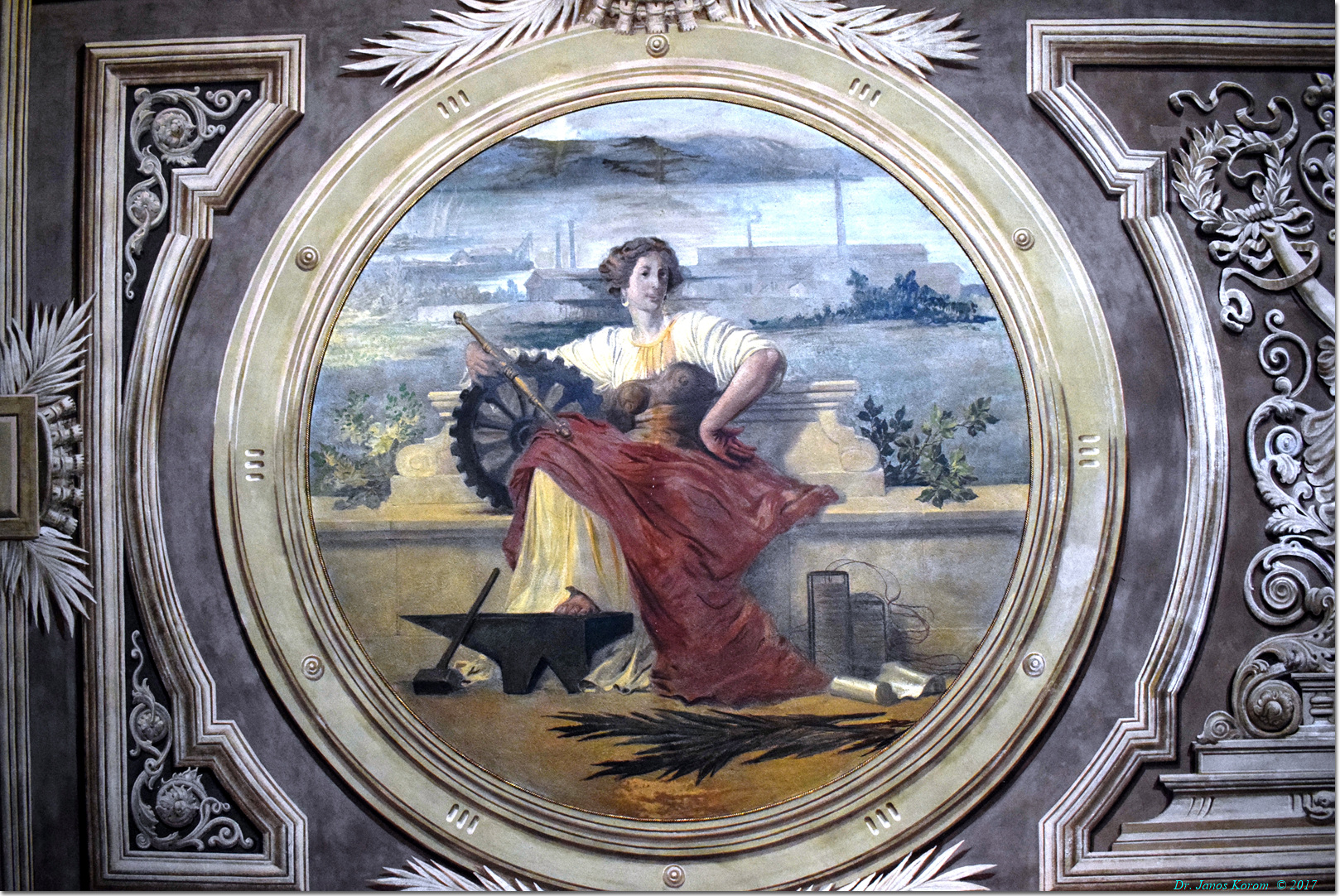
L'Industria affresco nell'atrio della Stazione Centrale 1897
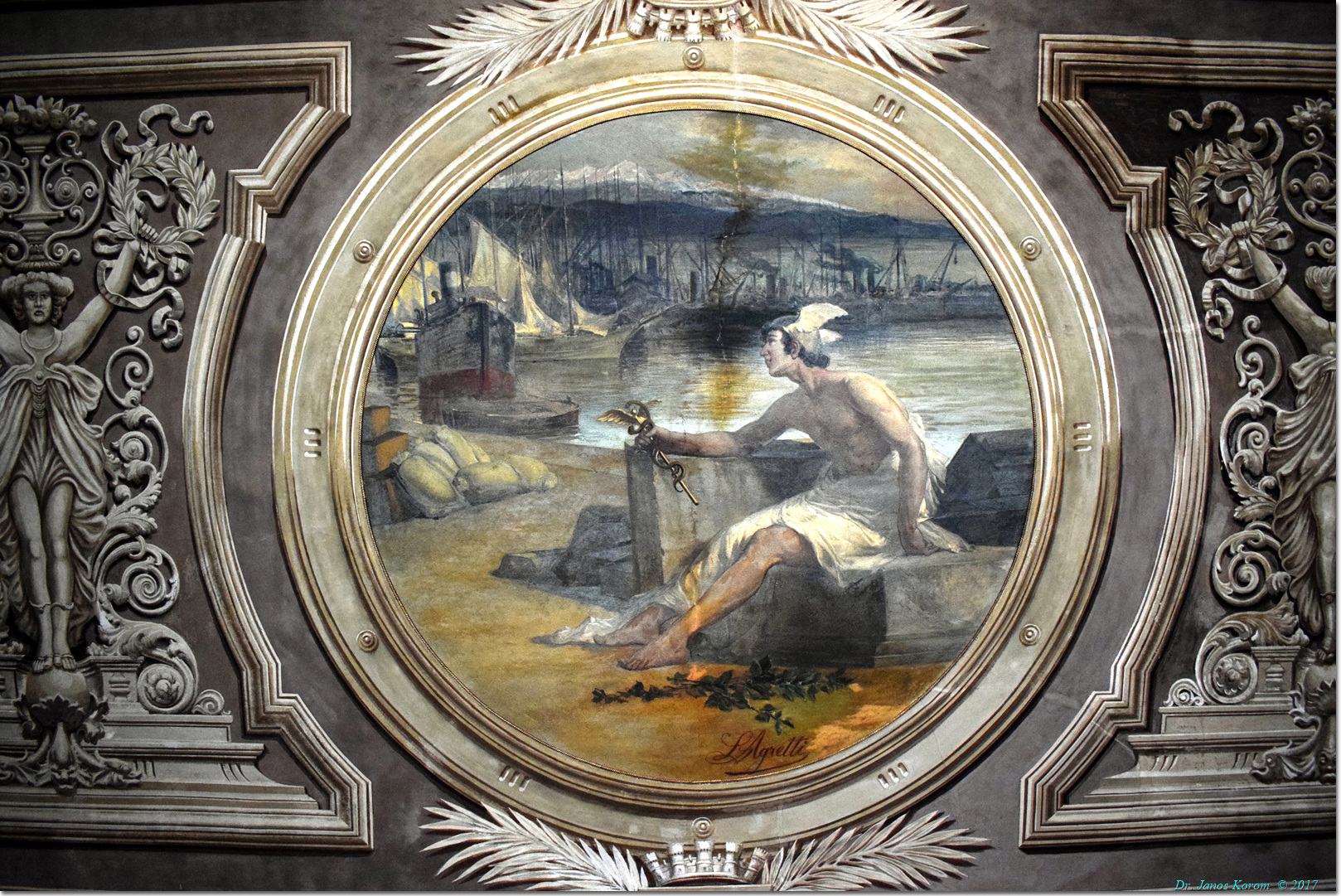
Il Commercio affresco nell'atrio della Stazione Centrale 1897
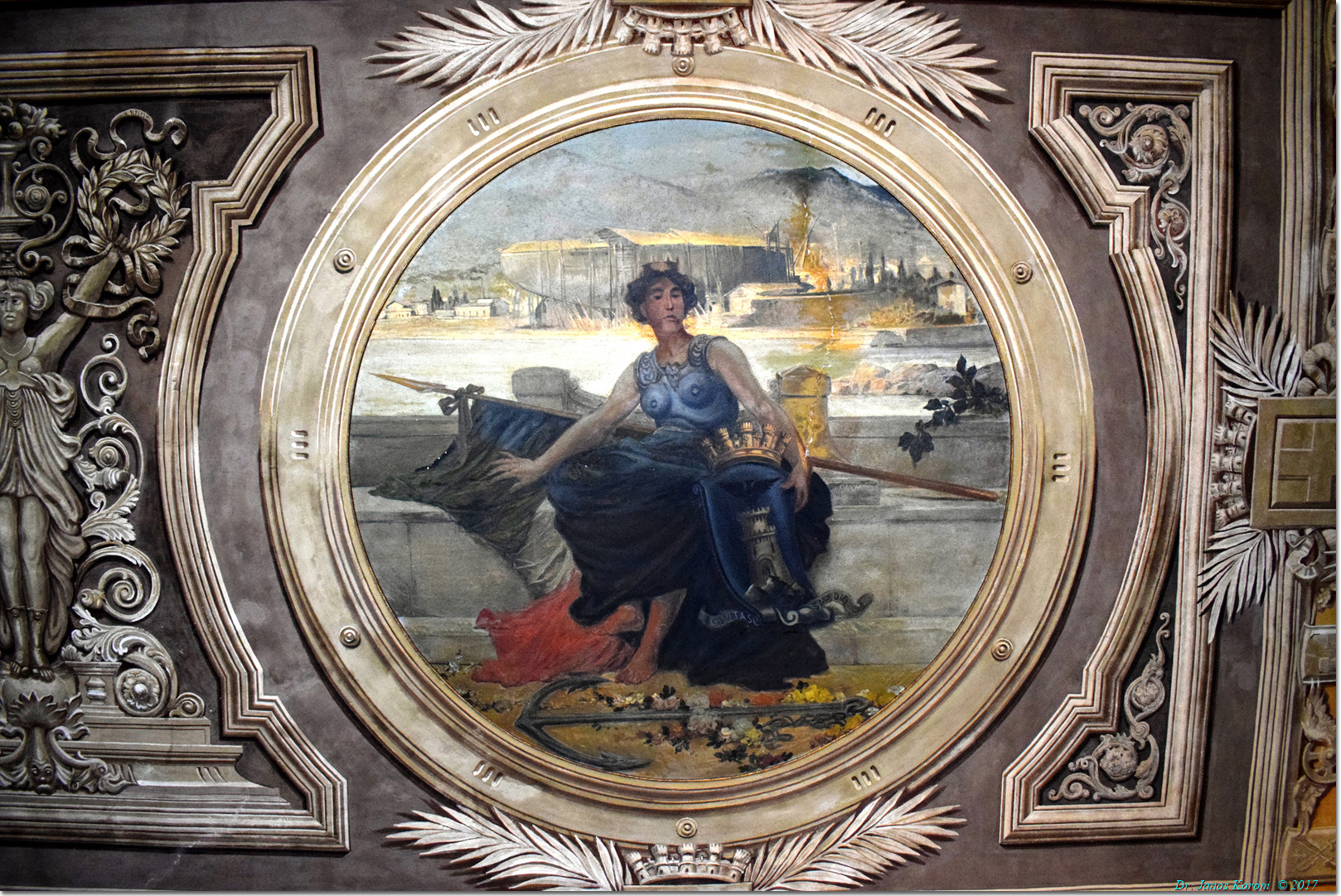
La Spezia affresco nell'atrio della Stazione Centrale 1897